# Aristolochia chalmersii
Aristolochia chalmersii är en piprankeväxtart som beskrevs av Otto Christian Schmidt. Aristolochia chalmersii ingår i släktet piprankor, och familjen piprankeväxter. Inga underarter finns listade i Catalogue of Life.